# Xã Blansett, Quận Scott, Arkansas
Xã Blansett (tiếng Anh: Blansett Township) là một xã thuộc quận Scott, tiểu bang Arkansas, Hoa Kỳ. Năm 2010, dân số của xã này là 158 người.